# 恒星时

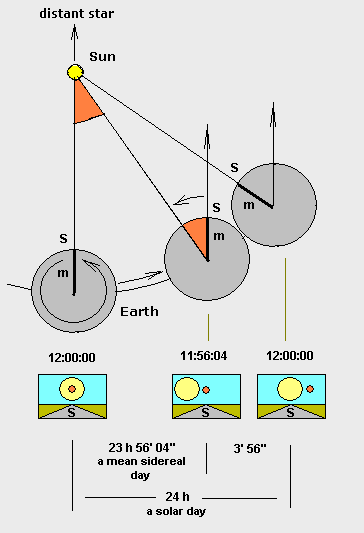
恆星日與太陽日。附圖左：一顆遙遠的恆星（小紅圓）和太陽中天，在當地的子午線上。中間：只有遙遠的恆星中天（一個平恆星日）。右：幾分鐘之後太陽才中天完成一個太陽日。

恒星时是天文学和大地测量学標示的天球子午圈值，由於借用了時間的計量單位，所以常被誤解為是一种时间单位。恒星时是根据地球自转来计算的，它的基础是恒星日（比地球的自轉週期短約8.4毫秒）。由于地球环绕太阳的公转运动，恒星日比平太阳日（也就是日常生活中所使用的日）短约1/365（相应约3分鐘56秒或一度）。
恒星时的定义是一个地方的子午圈与天球的春分点之间的时角，因此地球上每个地方的恒星时都与它的经度有关。
由于地球的章动春分点在天球上并不固定，而是以18.6年的周期围绕着平均春分点摆动。因此恒星时又分真恒星时和平恒星时。真恒星时是通过直接测量子午线与实际的春分点之间的时角获得的，平恒星时则忽略了地球的章动。真恒星时与平恒星时之间的差异最大可达约0.4秒。
一个地方的当地恒星时与格林尼治天文台的恒星时之间的差就是这个地方的经度（参见天体导航）。因此通过观测恒星时可以确定当地的经度（假如格林尼治天文台的恒星时已知的话）或者可以确定时间（假如当地的经度已知的话）。
- 一颗恒星的时角{\displaystyle \tau }、它的赤经α和当地的恒星时θ之间的关系为{\displaystyle \tau =\theta -\alpha }
- 当地的恒星时等于位于天顶的恒星的赤经
- 当地的恒星时等于正位于中天恒星的赤经

通过确定恒星时可以简化天文学的计算，比如通过恒星时和当地的纬度可以很方便地计算出哪些星正好在地平线以上。

## 恒星时与太阳时
恒星时与太阳时分别是以春分点和太阳为参考点制定的时间系统，其在数值上分别等于春分点和太阳中心相对于本地子午圈的时角。春分点连续两次经过本地的上子午圈的时间间隔被称为一个恒星日，太阳中心连续两次经过本地的上子午圈的时间间隔则被称为一个太阳日。恒星时与太阳时都是以地球自转作为时间基准，主要的差异在于测量时所选取的参考点不同。
受到地球公转的影响，一个太阳日的长度要比一个恒星日的长度略长。通用的二十四小时制是以假想的平太阳的中心为参考点制定的，这一计时系统将一个平太阳日的长度视为24小时，此时的平恒星日 {\displaystyle 24^{h}\;(T_{s})}和平太阳日{\displaystyle 24^{h}\;(T_{\odot })}的转换关系为：
{\displaystyle 24^{h}\;(T_{s})=23^{h}56^{m}04^{s}.090\,53\;(T_{\odot })=(1-\upsilon )\times 24^{h}\;(T_{\odot })}
或
{\displaystyle 24^{h}\;(T_{\odot })=24^{h}03^{m}56^{s}.555\,37\;(T_{s})=(1+\mu )\times 24^{h}\;(T_{s})}
其中，系数 {\displaystyle 1-\upsilon =0.997\,269\,566\,329\,084}，{\displaystyle 1+\mu =1.002\,737\,909\,350\,975}。

## 如何计算恒星时
用本地時間（LT, Local Time）减去時區的時差數（TZ, Time Zone）求得世界时（UT）。如位於 UTC+8 時區的城鎮, 時差數TZ=8小时
{\displaystyle UT=LT-TZ}
再將UT的公历纪元的年表示为Y、月为M、日为D、时为h、分为m、秒为s，1月、2月分别当做上一年的13月、14月。（例：2010年1月1日时Y=2009, M=13, D=1），然后求出儒略日（JD）。
{\displaystyle JD=\left[365.25Y\right]+\left[{\frac {Y}{400}}\right]-\left[{\frac {Y}{100}}\right]+\left[30.59(M-2)\right]+D+1721088.5+{\frac {h}{24}}+{\frac {m}{1440}}+{\frac {s}{86400}}\!}
其中[ ]表示高斯符號，只取整数部分。
1957年開始，由於儒略日（JD, Julian Day）的數字已經太長，因此哈佛-史密松天体物理中心（CfA）開始用比較簡單的記法來記錄時間, 稱為簡化儒略日（MJD, Modified Julian Day）。國際天文學聯合會（IAU）亦於1973年採用。MJD的數字位數較少，且以午夜零點為起點（而非像JD一樣以中午為起點），所以兩者小數點部分相差0.5天。其關係如下：
{\displaystyle MJD=JD-2400000.5}
其次，求出上述時間（UT，表示成JD或MJD）與基準儒略日（2440000.5 JD）的間隔總天數（TJD）。
{\displaystyle {\begin{aligned}TJD&=JD-2440000.5\\&=MJD-40000\\\end{aligned}}}
將經過這段時間間隔所累積的總恆星時數，加上基準儒略日當時的恆星時（0.671262恆星日，或241.654320度），即可得到指定時間（UT）的恆星時。
以平均春分点确定的格林尼治恒星时（考虑了岁差的平均恒星时）{\displaystyle {\bar {\theta }}_{G}}（GMST，Greenwich Mean Sidereal Time）可用下面的式子來求（h表示小时、点钟。用角度表记的请乘以15）。
{\displaystyle {\bar {\theta }}_{G}=24^{h}\times (0.671262+1.0027379094\times TJD)\!} 或
{\displaystyle {\bar {\theta }}_{G}=241.654320^{o}+360.9856473840^{o}\times TJD\!}
以格林尼治恒星时 (GMST) 去求地方恒星 (LMST，Local Mean Sidereal Time) 时，若地方东经表示为λ（西经使用负数），則：
{\displaystyle {\bar {\theta }}={\bar {\theta }}_{G}+{\frac {\lambda }{15}}\!} (hours), 或者
{\displaystyle {\bar {\theta }}={\bar {\theta }}_{G}+\lambda \!}         (degrees).
得出的数若大于或小于24h（或 {\displaystyle 360^{o}}）就对得出的数做模运算，模数为24（或360度），得到大于0小于24的余数（或0~360度）即为恒星时。

## 外部連結
- Web based Sidereal time calculator
- For more details, see the article on sidereal time from Jason Harris' Astroinfo, which comes along with KStars, a Desktop Planetarium for Linux/KDE.
- See also KStars website （页面存档备份，存于）.
- SolarClock （页面存档备份，存于）, open source, freeware application to convert between gregorian/julian date and to/from sidereal time.